# 1937 en combiné nordique
| Années du combiné nordique : 1934 - 1935 - 1936 - 1937 - 1938 - 1939 - 1940    |
| Décennies du combiné nordique : 1900 - 1910 - 1920 - 1930 - 1940 - 1950 - 1960 |

Cette page reprend les résultats de combiné nordique de l'année 1937.

## Festival de ski d'Holmenkollen
L'édition 1937 du festival de ski d'Holmenkollen fut remportée par le Norvégien Sverre Brodahl
devant ses compatriotes Olaf Hoffsbakken, qui défendait son titre, et Sigurd Røen.

## Jeux du ski de Lahti
L'épreuve de combiné des Jeux du ski de Lahti 1937 fut remportée par un coureur norvégien, Sverre Brodahl, devant les Finlandais Timo Murama et Niilo Nikunen.

## Championnat du monde
Le championnat du monde eut lieu à Chamonix, en France.
L'épreuve de combiné fut remportée par le Norvégien Sigurd Røen devant son compatriote Rolf Kaarby. Le Finlandais Aarne Valkama complète le podium.

## Championnats nationaux

### Championnat d'Allemagne
Les résultats du championnat d'Allemagne de combiné nordique 1937 manquent.

### Championnat d'Estonie
Le Championnat d'Estonie fut remporté par Aleksander Peepre devant Evald Grahv et Konrad Kiili.

### Championnat des États-Unis
Le championnat des États-Unis 1937, organisé à Minneapolis (Minnesota), a été remporté par Warren Chivers.

### Championnat de Finlande
Les résultats du championnat de Finlande 1937 manquent.

### Championnat de France
Le championnat de France 1937 fut remporté par Raymond Berthet.

### Championnat d'Italie
Le championnat d'Italie 1937 fut remporté par Antonio Mosele devant Benedetto Maculotti. Erminio Butti complète le podium.

### Championnat de Norvège
Le championnat de Norvège 1937 se déroula à Andebu, sur le Bjellandbakken.
Le vainqueur fut Olaf Hoffsbakken, suivi par le champion 1935, Olav Lian, et par Sigurd Røen.

### Championnat de Pologne
Le championnat de Pologne 1937 fut remporté par Bronisław Czech, du club SNPTT Zakopane.

### Championnat de Suède
Le championnat de Suède 1937 a distingué Harald Hedjerson, du club Djurgårdens IF. Le club champion fut le Domsjö IF.

### Championnat de Suisse
Le Championnat de Suisse de ski 1937, organisé aux Diablerets, a couronné Heinz von Allmen, de Wengen.